# Azienda Ospedaliera San Giovanni Addolorata

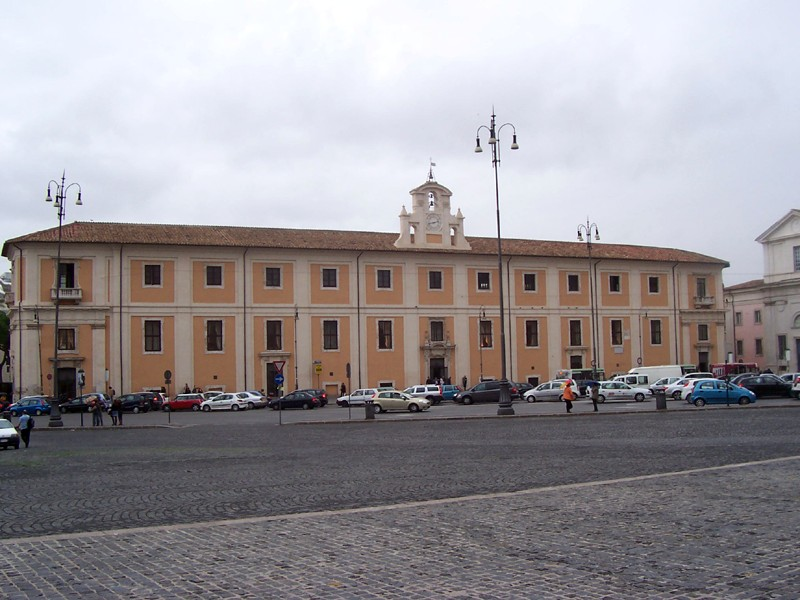
Vista do Ospedale del Salvatore, na Piazza di San Giovanni.

Azienda Ospedaliera San Giovanni Addolorata é um dos maiores complexos hospitalares da Itália Central e está localizado num grande terreno do rione Monti de Roma. A porção mais antiga do complexo, circunscrita pela Piazza San Giovanni in Laterano, a Via di San Giovanni in Laterano, a Via Merulana, a Via Labicana e a Piazza San Clemente, é conhecida Ospedale San Giovanni, que incorpora os antigos Ospedale del Salvatore (a ala masculina) e o Ospedale delle Donne (a feminina). A outra, mais moderna, fica num grande terreno entre a Piazza di San Giovanni in Laterano, a Via dell'Amba Aradam, a Via di Santo Stefano Rotondo e a Via della Navicela, onde está o Ospedale Britannico. Esta porção é conhecida como Ospedale della Addolorata.

## História

### Confraternita del SS. Salvatore

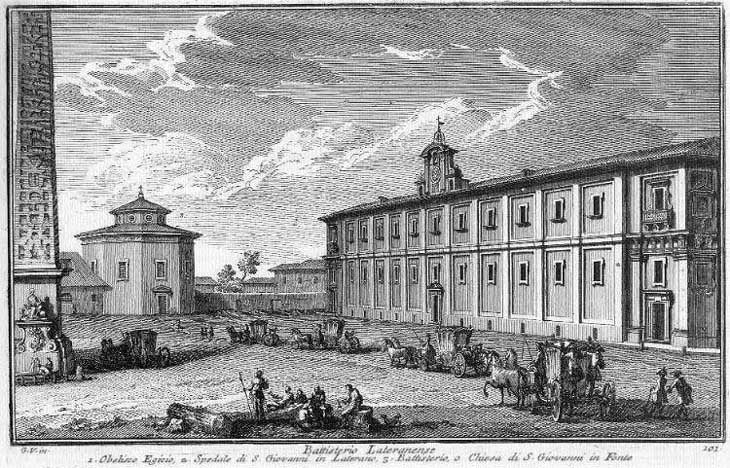
Gravura de Giuseppe Vasi (década de 1750), mostrando à direita o Ospedale del Salvatore. À esquerda, o Batistério Laterano e o Obelisco Laterano.

A origem do hospital está na Arquiconfraria do Santíssimo Salvador (em italiano:  Arciconfraternita del SS. Salvatore), criada para assegurar a proteção e a peregrinação da imagem acheiropoieta (conhecida no Brasil como "aquiropita", um termo que significa "não realizado por mãos humanas") do Salvador abrigada na igreja de Sancta Sanctorum.
Já antes do século XIII "foram encarregados de cuidar dela perpetuamente doze cavaleiros ótimos e príncipes de Roma chamados ostiarii, portieri ou raccomandati del Ss. Salvatore". A associação à congregação, que cuidava também da administração dos bens que eram deixados por beneficência às obras de caridade conduzidas em nome da imagem, rapidamente se tornou hereditária — sempre entre os "cavaleiros ótimos e príncipes de Roma" e, em 1332, foi criada a Confraria pelo papa João XXII.
Contudo, Roma passou logo em seguida por um período bastante difícil e o santuário teve que enfrentar furtos e um caos administrativo. Várias das famílias senatoriais romanas rapidamente se extinguiram e a confraria, que havia assumido uma enorme importância financeira, passou a ser governada pelo papa, o bispo de Roma. Quando eles retornaram do Cativeiro em Avinhão (1377), primeiro Martinho V, depois Nicolau V e Sisto IV e finalmente Alexandre VI colocaram ordem na administração da congregação e de seus bens, colocando todo o complexo sob o comando da Confraria, que era na época intimamente ligada ao capítulo lateranense, que rapidamente se tornou uma potência econômica.

### Obras
A Confraria, segundo Moroni, realizava várias obras caridosas, especialmente nas grandes festas religiosas. Ajudava também jovens moças órfãs e viúvas pobres. Mas seu principal papel era cuidar do antigo hospital de San Giovanni presso Sancta Sactorum e de várias escolas (Capranica, Nardini, Crivelli e Ghislieri). Estas ações atraíam novas doações, como foi o caso do cardeal Giovanni Antonio Sangiorgio, que deixou para a Confraria todos os seus bens.

### Estruturas e edifícios
Conta a tradição que o papa Honório I, em 626, havia transformado a casa de seu próprio pai em uma igreja dedicada a Santo André, Santi Andrea e Bartolomeo. Nas imediações, já em 1226, o cardeal Giovanni Colonna fundou um hospital para peregrinos em homenagem ao mesmo santo.
Em 1333, a Confraria obteve, junto à igreja de Sant'Andrea, alguns edifícios necessários para fundar seu próprio hospital, entre eles a capela dedicada a São Miguel Arcanjo, chamada primeiro de Sant'Angelo ("Santo Anjo") e mais tarde San Michele Arcangelo, cujos restos ainda fazem parte do complexo. Repetidas ampliações eram constantemente realizadas com doações de pessoas que esperavam, desta forma, garantir a salvação de suas próprias almas, entre as quais a famosa Vannozza Cattanei.
Em 1580, o papa Gregório XIII Boncompagni começou a construção de uma ala nova, a que hoje delimita a Piazza di San Giovanni in Laterano a oeste. As obras continuaram durante os reinados de vários papas (Sisto V, Clemente VIII e Urbano VIII) e terminou em 1639 sob a direção de Giacomo Mola. Sobrinho de um membro da Confraria, Mola participou de várias obras no imenso canteiro de obras da Azienda e depois se tornou ele próprio um membro.

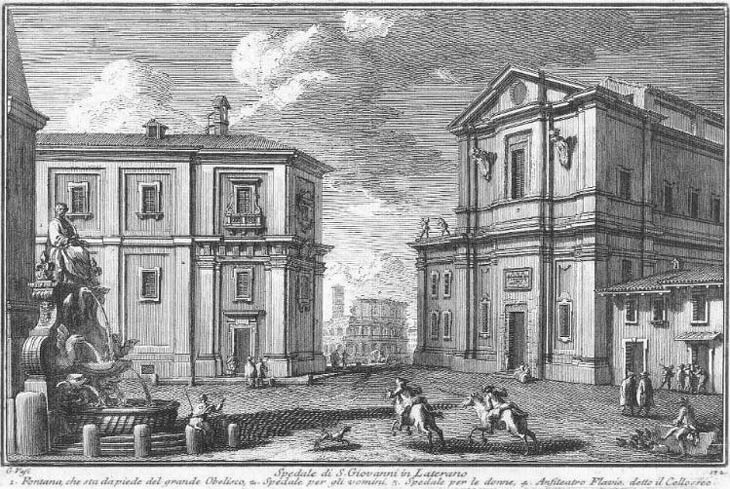
Gravura de Giuseppe Vasi (década de 1750), mostrando à direita o Ospedale delle Donne. Do outro lado da Via di San Giovanni in Laterano, o Ospedale del Salvatore.

No início do século XVIII, o hospital, aberto a "todos os enfermos de qualquer nação, sexo e idade", tinha 120 leitos para homens (número que "podia ser dobrado, especialmente no verão") ao passo que "o outro, das mulheres, localizado do outro lado da via pública, construído por obra do papa Alexandre VII, contém 60 leitos" (Ospedale delle Donne). No início do século seguinte — não se sabe exatamente quando, mas provavelmente durante a ocupação francesa — o hospital foi completamente destinado às mulheres e passou a abrigar, segundo Morichini, mais de 500 pessoas, mas os enfermos raramente passavam de 200. Em 1892, foi fechado o Ospedale di San Rocco, uma maternidade, e o Ospedale delle Celate, que ficava no Porto di Ripetta e todos os pacientes foram transferidos para o Ospedale San Giovanni.

### Patrimônio e confisco
O que restou do gigantesco patrimônio em terras e edifícios do Ospedale depois da Unificação da Itália (1870), que levou a inúmeros confiscos e alienações, e da liquidação do patrimônio eclesiástico de Roma, passou, em 1896, juntamente com o patrimônio dos demais hospitais de Roma, para o Pio Istituto di Santo Spirito e Ospedali Riuniti. 
O complexo permaneceu ligado ao Vaticano (através do Pio Istituto) pelo menos até a plena execução do Serviço Sanitário Nacional (as entidades hospitalares, herdeiras inclusive economicamente das obras pias católicas, foram dissolvidas completamente somente em 1978 através da chamada lei 883. No pós-guerra, o complexo foi maciçamente ampliado através de investimentos públicos com a construção de novos pavilhões, inaugurados em setembro de 1958. Quando este foi fechado, em 1976, seus bens passaram para a Comuna de Roma. Finalmente, em 1994, a administração da região do Lácio assumiu o controle das propriedades.

### Complexo moderno
Atualmente, a Azienda abrange um vasto complexo de serviços hospitalares que se estende da Piazza di San Giovanni até a Via di Santo Stefano Rotondo, terminando na basílica homônima de um lado e ao longo da Via Amba Aradam até a Via di Villa Fonseca de outro. Neste trecho, a partir da praça, o complexo compreende:
- Ospedale di San Giovanni.
- Ospedale della Addolorata, onde, a partir de 2009, foi aberto um novo necrotério com serviços interconfessionais e aconfessionais[10], no edifício onde ficava a desconsagrada igreja de Santa Maria delle Grazie. O novo hospital incorpora a moderna igreja de Santa Maria Addolorata al Celio.
- Ospedale Britannico

Na Via di San Giovanni in Laterano, a partir da praça, está o Ospedale delle Donne.
Finalmente, do outro lado da Via di Santo Stefano Rotondo, está o enorme Policlinico Militare Celio, que não faz parte da Azienda.